# قطعنامه ۸۰۵ شورای امنیت
قطعنامه ۸۰۵ شورای امنیت سازمان ملل متحد که در تاریخ ۰۴ فوریه ۱۹۹۳ تصویب شد، سندی بین‌المللی دربارهٔ دیوان بین‌المللی دادگستری است. این قطعنامه طی نشست ۳۱۷۰ام با ۱۵ رای موافق، ۰ مخالف و ۰ ممتنع تصویب شد.